# کدنپسیس
کدنپسیس (نام علمی: Codonopsis) نام یک سرده از تیره گل‌استکانیان است.